# 北岡龍貴
北岡 龍貴（きたおか りゅうき、1971年10月5日 - ）は、日本の俳優、スーツアクター。栃木県出身。血液型はA型。旧芸名は北岡 久貴（きたおか ひさたか）。

## 人物
趣味はギター、散歩、特技は中国拳法、香港アクション、乗馬、言語は日本語の他、英語、韓国語、北京語、広東語が話せる。
ジャッキー・チェンやドニー・イェンとアクションで共演するなど世界的に活躍している。

## 出演

### テレビドラマ
TBS
- ウルトラシリーズ
  - ウルトラマンネクサス 第26話 - （2004年） - 海本隼人 役
  - ULTRASEVEN X 第10話（2007年） - ハイバラ 役

NTV
- ひらめ筋GOLD（2005年）
- 喰いタンSP（2006年） - ラウ 役
  - 喰いタン2 第10・11話（2007年） - ラウ 役
- 地獄少女 第11・12話（2006年） - 若槻淳也 役

ANB
- YASHA（2000年）
- ミステリー作家小春センセイの事件簿（2000年）

TX
- 超星神グランセイザー（2003年） - インパクター・ラディア 役
- 約束〜いつか、虹の向こうへ〜（2005年）
- 牙狼-GARO- -魔戒ノ花 第13話（2014年） - ゲント 役
- 太鼓持ちの達人〜正しい××のほめ方〜 第9話（2015年） - 猿山泰助 役

TOKYO MX
- 武蔵忍法伝 忍者烈風（2013年） - 茨木童子（右腕） / 鬼童イバラ 役

### 映画
- ウルトラシリーズ
  - ウルトラマンティガ&ウルトラマンダイナ 光の星の戦士たち（1998年3月14日公開） - ゲランダ 役
  - ウルトラマンティガ・ウルトラマンダイナ&ウルトラマンガイア 超時空の大決戦（1999年3月6日公開） - バジリス 役
  - ウルトラマンコスモス THE FIRST CONTACT（2001年7月20日公開） - 呑龍 役
- 大阪物語（1999年3月27日公開）
- メトレス（2000年2月19日公開）
- 狗神（2001年1月27日公開）
- PARA PARA SAKURA（2001年公開） - ボディガード 役
- 東京攻略（2001年3月10日公開） - FBI捜査官 役
- ステーシー（2001年8月18日公開）
- 座頭市（2003年9月6日公開）
- ラスト サムライ（2003年12月6日公開）
- 疾風 Basement Fight（2004年3月20日公開） - コマンドサンボ水虎 役
- ツインズ・エフェクト（2004年4月28日公開）
- ゴジラ FINAL WARS（2004年12月4日公開） - X星人 役[1]
- ローレライ（2005年3月5日公開）
- 極道の妻たち 情炎（2005年3月26日公開）
- 深海獣レイゴー（2005年11月公開）
- ミラーマンREFLEX（2006年1月28日公開） - 轡 役
- スケバン刑事 コードネーム=麻宮サキ（2006年9月30日公開）
- どろろ（2007年1月27日公開）
- ベクシル 2077日本鎖国（2007年8月18日公開）
- 呉清源〜極みの棋譜〜（2007年11月17日公開） - 本田防秀格 役
- ICHI（2008年10月25日公開）
- 七瀬ふたたび（2010年10月2日公開）
- デスカッパ（2010年11月27日公開） - 国家親衛隊隊員 役
- 相棒 -劇場版II- 警視庁占拠! 特命係の一番長い夜（2010年12月23日公開）
- 燃える仏像人間（2013年5月18日公開） - 円嗣 役（声の出演）
- 大怪獣モノ（2016年7月16日公開）
- 龍帝 -DRAGON EMPEROR-（2016年10月15日公開） - リュウガ 役
- キングダム（2019年4月19日公開）
- VAMP（2019年8月23日公開）
- 信虎（2021年11月12日公開）- 飯羽間友信 役
- LORDS OF CREATION - 忍者 役

### Vシネマ
KSS
- HEART - 中国人マフィア 役
- 報復攻撃

その他
- 静かなるドン11 - 殺し屋影 役
- ウルトラシリーズ
  - 『ウルトラセブン誕生30周年記念3部作』 - ウルトラセブン（スーツアクター）[2]
  - 『ウルトラセブン1999最終章6部作』 - ウルトラセブン（スーツアクター）[2]

### 舞台
- アボルダージュ(接舷攻撃)
- 山口元気伝説 - 入道役山口 役
- Gフェスト2000ハリウッド
- ふたりねずみ小僧
- ショーベース2000フィール・ザ・マジック

### CM
- ダイハツムーヴ - 忍者 役